# Historia del azúcar

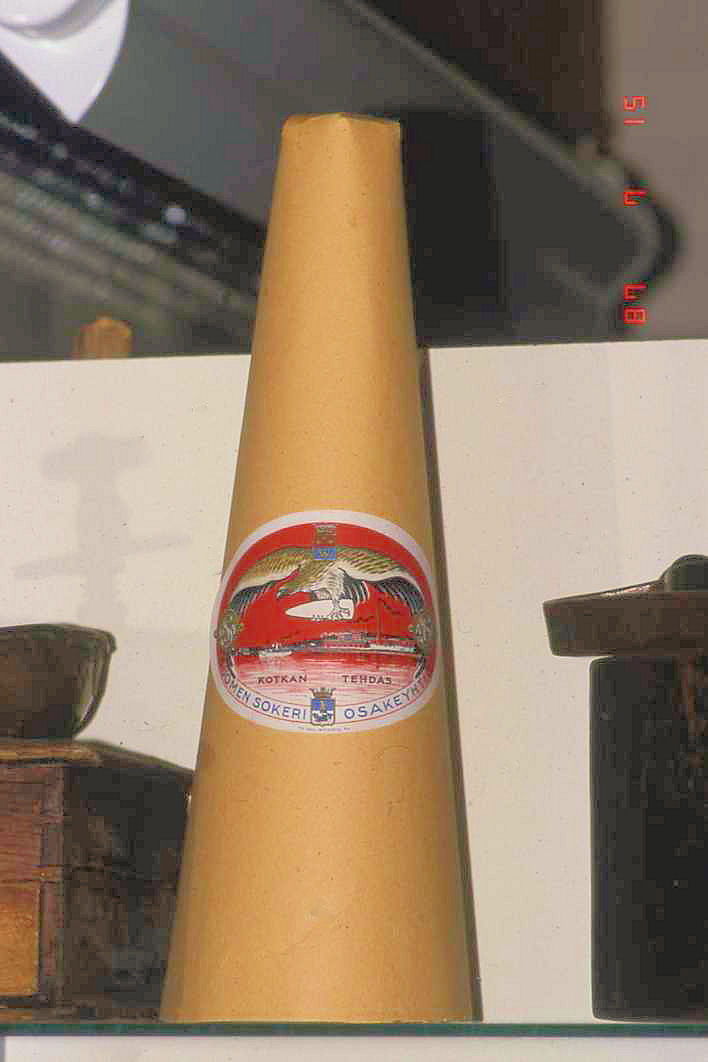
Un pan de azúcar era la forma tradicional del azúcar en el : un cono de azúcar semiduro que requería un hacha de azúcar o un martillo para romperse y pellizcos de azúcar para reducir a trozos utilizables.

El azúcar se descubrió por primera vez a partir de plantas de caña de azúcar en el norte de la India en algún momento después del siglo I d. C. Se cree que la derivación de la palabra "azúcar" es del sánscrito शर्करा (śarkarā), que significa "azúcar molido o confitado", originalmente "arenilla, grava". La literatura sánscrita de la antigua India, escrita entre 1500 - 500 a.C. proporciona la primera documentación del cultivo de la caña de azúcar y de la fabricación de azúcar en la región de Bengala del subcontinente indio. El nombre sánscrito para una sustancia azucarada elaborada de forma tosca era guda, que significa "hacer una bola o conglomerar"."
La historia del azúcar tiene cinco fases principales:
1. La extracción del jugo de la caña de azúcar, y la posterior domesticación de la planta en la India tropical y el sudeste asiático en algún momento alrededor de 4000 BC.
2. La invención de la fabricación de gránulos de azúcar de caña a partir del jugo de la caña de azúcar en la India hace algo más de dos mil años, seguida de las mejoras en el refinamiento de los gránulos de cristal en la India en los primeros siglos AD.
3. La difusión del cultivo y la fabricación de azúcar de caña en el mundo islámico medieval, junto con algunas mejoras en los métodos de producción.
4. La difusión del cultivo y la fabricación de azúcar de caña en la región Caribe y las zonas tropicales de América a partir del siglo XVI, seguida de mejoras más intensas en la producción en los siglos XVII a XIX en esa parte del mundo.
5. El desarrollo de la azúcar de remolacha, el jarabe de maíz de alta fructosa y otros edulcorantes en los siglos XIX y XX.

Conocido en todo el mundo a finales de la período medieval, el azúcar era muy caro y se consideraba una especia fina, pero a partir del año 1500 aproximadamente, las mejoras tecnológicas y las fuentes del Nuevo Mundo empezaron a convertirlo en un producto a granel mucho más barato.

## Difusión del cultivo de la caña de azúcar

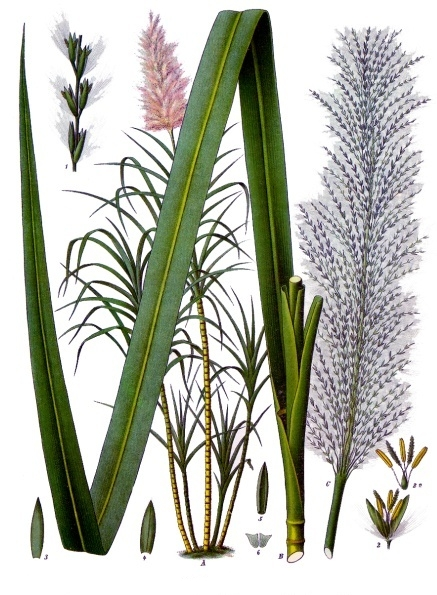
Saccharum officinarum - caña de azúcar

Existen dos centros de cultivo de la caña de azúcar: uno para el Saccharum officinarum por los Papúes en Nueva Guinea y otro para el Saccharum sinense por los Austronesios en Taiwán y el sur de China. Los papúes y los austronesios utilizaban originalmente la caña de azúcar como alimento para los cerdos domesticados. La difusión tanto de S. officinarum como de S. sinense está estrechamente relacionada con las migraciones de los pueblos austronesios. Saccharum barberi sólo se cultivó en India después de la introducción de S. officinarum.

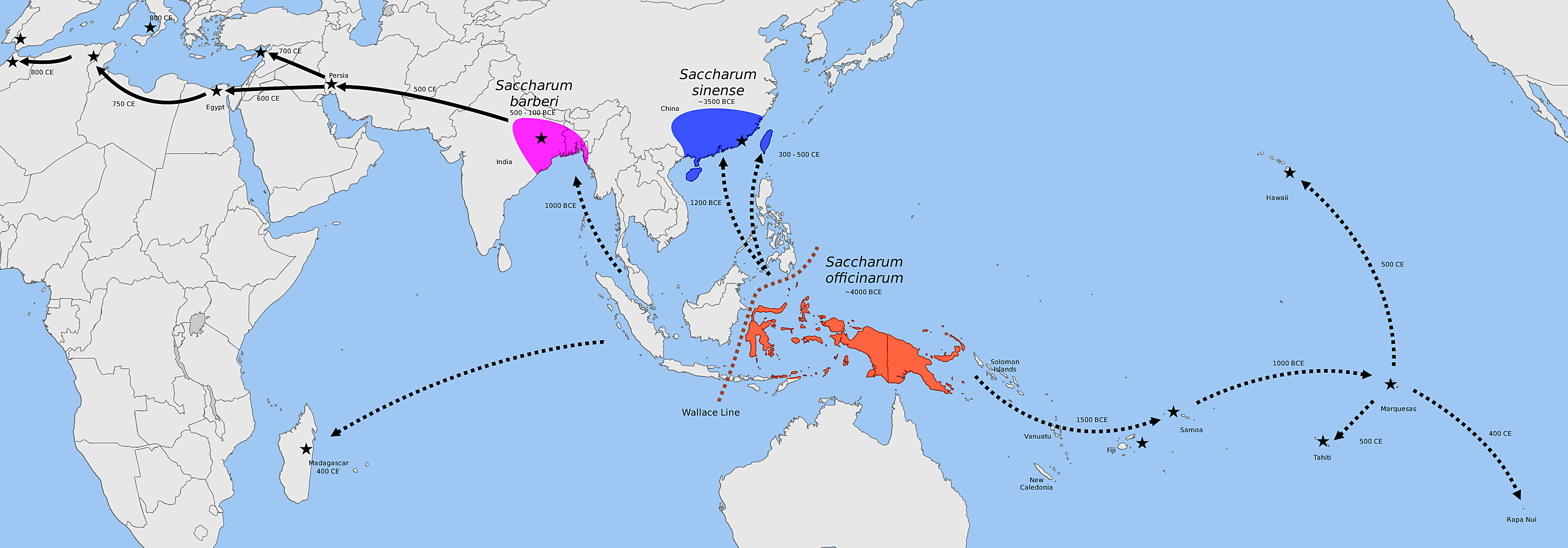
Mapa que muestra los centros de origen de Saccharum officinarum en Nueva Guinea, S. sinensis en el sur de China y Taiwán, y S. barberi en India; las flechas punteadas representan las introducciones de los Austronesios

El Saccharum officinarum fue domesticado por primera vez en Nueva Guinea y las islas al este de la Línea Wallace por los papúes, donde constituye el centro moderno de diversidad. A partir de alrededor de 6000 a. C. se criaron selectivamente a partir del nativo Saccharum robustum. Desde Nueva Guinea se extendió hacia el oeste hasta el «Sudeste Asiático Insular» tras el contacto con los austronesios, donde se hibridó con el Saccharum spontaneum.
El segundo centro de cultivo es el sur de China continental y Taiwán, donde S. sinense fue un cultigen primario de los pueblos austronesios. Existen palabras para la caña de azúcar en las lenguas protoaustronesias de Taiwán, reconstruidas como *təbuS o **CebuS, que se convirtió en *tebuh en el proto-malayo-polinesio. Fue uno de los cultivos principales originales de los pueblos austronesios desde al menos 5500 a. C.. La introducción de la más dulce S. officinarum puede haberla sustituido gradualmente en toda su área de cultivo en el sudeste asiático insular.
Desde las islas del sudeste asiático, S. officinarum fue extendida hacia el este en Polinesia y Micronesia por los viajeros austronesios como una planta de canoa hacia el 3500 a. C.. También se extendió hacia el oeste y el norte en torno a 3000 a. C. hasta China y la India por los comerciantes austronesios, donde se hibridó además con Saccharum sinense y Saccharum barberi. Desde allí se extendió hacia el oeste de Eurasia y el Mediterráneo.
La India, donde se desarrolló el proceso de refinado del jugo de la caña en cristales granulados, era visitada a menudo por convoyes imperiales (como los del imperio Chino) para aprender sobre el cultivo y el refinado del azúcar. En el siglo VI d. C., el cultivo y el procesamiento del azúcar habían llegado al imperio Persa, y desde allí ese conocimiento fue llevado al Mediterráneo por la expansión musulmana. "Los árabes del medievo llevaron consigo el azúcar, el producto y la tecnología de su producción".
Las exploraciones y conquistas españolas y portuguesas del siglo XV llevaron el azúcar al suroeste de la península ibérica. Enrique el Navegante introdujo la caña en Madeira en 1425 y los españoles en las Islas Canarias a principios del siglo XVI. En 1493, en su segundo viaje, Cristóbal Colón llevó plantones de caña de azúcar al Nuevo Mundo, en particular a La Española.

## Uso temprano de la caña de azúcar en la India
La caña de azúcar se originó en el subcontinente tropical de la India y en el sudeste asiático. Las diferentes especies probablemente se originaron en diferentes lugares con S. barberi originaria de India y S. edule y S. officinarum procedentes de Nueva Guinea. Originalmente, la gente masticaba la caña de azúcar cruda para extraer su dulzor. Los indios descubrieron cómo cristalizar el azúcar durante la dinastía Gupta, alrededor del año 350 d. C., aunque las pruebas literarias de tratados indios como el Arthashastra del siglo IV-III a. C. indican que ya se producía azúcar refinado en la India.
Los marineros indios, consumidores de mantequilla clarificada y azúcar, llevaban azúcar por diversas rutas comerciales. Los monjes budistas viajeros llevaron al imperio Chino los métodos de cristalización del azúcar.  Durante el reinado de Harsha (r. 606–647) en el reino Vardhana, los enviados indios en la China Tang enseñaron los métodos de cultivo de la caña de azúcar después de que el  Emperador Taizong de Tang (r. 626–649) diera a conocer su interés por el azúcar, y China pronto estableció su primer cultivo de caña de azúcar en el siglo VII. Los documentos chinos confirman al menos dos misiones a la India, iniciadas en el año 647 d. C., para obtener tecnología para el refinado del azúcar. En la India, el Oriente Medio y China, el azúcar se convirtió en un elemento básico de la cocina y los postres.
Los primeros métodos de refinado consistían en moler o machacar la caña para extraer el jugo, y luego hervirlo o secarlo al sol para obtener sólidos azucarados que parecían grava. La palabra sánscrita para "azúcar" (sharkara) también significa "grava" o "arena". De forma similar, el chino utiliza el término "azúcar de grava" (chino tradicional: 砂糖) para lo que Occidente conoce como "azúcar de mesa".
En 1792, los precios del azúcar se dispararon en el imperio Británico. El 15 de marzo de 1792, los ministros de Su Majestad en el Parlamento británico presentaron un informe relacionado con la producción de azúcar refinado en India británica. El teniente J. Paterson, de la Presidencia de Bengala, informó de que en la India se podía producir azúcar refinado con muchas ventajas superiores, y mucho más barato que en sus Indias Occidentales americanas.

## El azúcar de caña en la época medieval en el mundo musulmán y en Europa

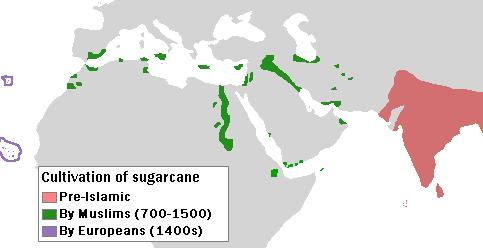
La difusión hacia el oeste de la caña de azúcar en la época preislámica (en rojo), en el mundo musulmán medieval (verde) y en el por los portugueses en el archipiélago de Madeira y por los españoles en el archipiélago de las Islas Canarias (islas al oeste de África, rodeada por líneas violetas).

Se tiene constancia de que los antiguos griegos y romanos conocían el azúcar, pero solo como medicamento importado y no como alimento. Por ejemplo, el médico griego Dioscórides en el siglo I d. C. escribió: Hay una especie de miel coalescente llamada sakcharon [es decir, azúcar] que se encuentra en los juncos de la India y Arabia de Eudaimón, es decir, Yemen] de consistencia similar a la de la sal y lo suficientemente quebradizo como para romperlo entre los dientes como la sal. Es bueno disuelto en agua para los intestinos y el estómago, y [puede] tomarse como bebida para ayudar a [aliviar] una vejiga y unos riñones dolorosos. Plinio el Viejo, un romano del siglo I (d. C.), también describió el azúcar como medicinal: El azúcar se hace también en Arabia, pero el azúcar indio es mejor. Es una especie de miel que se encuentra en la caña, blanca como el chicle, y que cruje entre los dientes. Se presenta en terrones del tamaño de una avellana. El azúcar sólo se utiliza con fines médicos.
Durante la época medieval, los comerciantes árabes adoptaron las técnicas de producción de azúcar de la India y expandieron la producción de azúcar. En algunos casos, los árabes medievales establecieron grandes plantaciones equipadas con molinos o ingenios de azúcar in situ. La planta de la caña de azúcar, originaria de un clima tropical, necesita mucha agua y mucho calor para prosperar. El cultivo de la planta se extendió por el mundo árabe medieval utilizando técnicas de regadío. La caña de azúcar se cultivó por primera vez de forma extensiva en la Europa meridional medieval durante el periodo del emirato de Sicilia que comenzó alrededor del siglo IX. Además de Sicilia, al-Ándalus fue un importante centro de producción de azúcar, a partir del siglo X.
Desde el mundo árabe, el azúcar se exportaba a toda Europa. El volumen de las importaciones aumentó en los últimos siglos medievales, como indican las crecientes referencias al consumo de azúcar en los escritos occidentales bajomedievales. Pero el azúcar de caña seguía siendo una importación cara. Su precio por libra en la Inglaterra de los siglos XIV y XV era casi tan alto como el de las especias importadas de Asia tropical, como el macis (nuez moscada), el jengibre, el clavo y la pimienta, que debían transportarse a través del océano Índico en esa época.
Clive Ponting rastreó la difusión del cultivo de la caña de azúcar desde su introducción en Mesopotamia, luego en el  Levante y en las islas del Mediterráneo oriental, especialmente en Chipre, hacia el siglo X. También señala que se extendió por la costa de África oriental hasta llegar a Zanzíbar.
Los cruzados llevaron el azúcar a Europa después de sus campañas en Tierra Santa, donde se encontraron con caravanas que llevaban "sal dulce".[cita requerida] A principios del siglo XII, Venecia adquirió algunas aldeas cerca de Tiro y estableció fincas para producir azúcar y exportarla a Europa, donde complementaba la miel como único otro edulcorante disponible.
El cronista de la Cruzada Guillermo de Tiro, escribiendo a finales del siglo XII, describió el azúcar como "un producto muy valioso, muy necesario para el uso y la salud de la humanidad". El primer registro del azúcar en inglés es de finales del siglo XIII.
Ponting relata la dependencia de la esclavitud de los primeros empresarios europeos del azúcar:

El problema crucial de la producción de azúcar era que requería mucha mano de obra tanto en el cultivo como en el procesamiento. Debido al enorme peso y volumen de la caña cruda, su transporte era muy costoso, sobre todo por tierra, por lo que cada finca debía tener su propia fábrica. Allí había que triturar la caña para extraer los jugos, que se hervían para concentrarlos, en una serie de operaciones agotadoras e intensas que duraban muchas horas. Sin embargo, una vez procesado y concentrado, el azúcar tenía un valor muy alto por su volumen y podía comercializarse a largas distancias por barco con un beneficio considerable. La industria [azucarera europea] sólo se inició a gran escala tras la pérdida del Levante a manos del resurgimiento del Islam y el traslado de la producción a Chipre bajo una mezcla de aristócratas cruzados y mercaderes venecianos. La población local de Chipre dedicaba la mayor parte de su tiempo a cultivar sus propios alimentos y pocos trabajaban en las haciendas azucareras. Por ello, los propietarios trajeron esclavos de la zona del Mar Negro (y algunos de África) para que hicieran la mayor parte del trabajo. El nivel de demanda y producción era bajo y, por tanto, también lo era el comercio de esclavos: no más de unas mil personas al año. No era mucho mayor cuando se inició la producción de azúcar en Sicilia.
En el océano Atlántico [las Canarias, Madeira y las Islas de Cabo Verde, una vez terminada la explotación inicial de la madera y de las materias primas, se vio rápidamente que la producción de azúcar sería la forma más rentable de obtener dinero de los nuevos territorios. El problema era la gran cantidad de mano de obra que había, ya que los europeos se negaban a trabajar si no era como supervisores. La solución fue traer esclavos de África. Los avances cruciales en este comercio comenzaron en la década de 1440...

En la década de 1390 se desarrolló una prensa mejor, que duplicó la cantidad de jugo que se obtenía de la caña de azúcar y contribuyó a la expansión económica de las plantaciones de azúcar a Andalucía y al Algarve. Comenzó en Madeira en 1455, utilizando asesores de Sicilia y capital (mayoritariamente) genovés para los ingenios. La accesibilidad de Madeira atrajo a comerciantes genoveses y flamencos deseosos de eludir los monopolios venecianos. En 1480, Amberes contaba con unos setenta barcos dedicados al comercio del azúcar de Madeira, y el refinado y la distribución se concentraban en Amberes. En la década de 1480, la producción de azúcar se extendió a las Islas Canarias. En la década de 1490, Madeira había superado a Chipre como productor de azúcar.
Los esclavos africanos también trabajaban en las plantaciones de azúcar del Reino de Castilla alrededor de Valencia.
En el siglo XVI el rabino Yosef Karo, autor del código de la ley judía Shulchan Aruch, menciona el uso de azúcar mezclado con el zumo de limones y agua por parte de los judíos de El Cairo, Egipto, para hacer limonada en Sabbath. (Orach Chayim, Hilchot Shabat)

## El cultivo del azúcar en el Nuevo Mundo

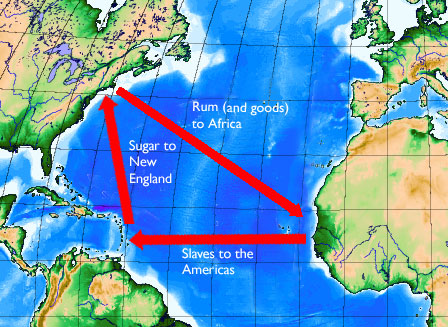
El comercio triangular: se importaban esclavos a las islas del Caribe para plantar y cosechar caña de azúcar.

Los portugueses llevaron el azúcar al Brasil. En 1540, había 800 ingenios de caña en Santa Catarina Isla y había otros 2000 en la costa norte de Brasil, Demerara y Surinam. La primera cosecha de azúcar ocurrió en La Española en 1501; y muchos ingenios azucareros habían sido construidos en Cuba y Jamaica en la década de 1520.
Los aproximadamente 3000 pequeños ingenios de azúcar que se construyeron antes de 1550 en el Nuevo Mundo crearon una demanda sin precedentes de hierro fundido engranajes, palancas, ejes y otros implementos. Debido a la expansión de la producción de azúcar, se desarrollaron en Europa oficios especializados en la fabricación de moldes y en la fundición de hierro. La construcción de ingenios azucareros impulsó el desarrollo de los conocimientos tecnológicos necesarios para una incipiente revolución industrial a principios del siglo XVII.
Después de 1625, la Holandesa transportó la caña de azúcar desde Sudamérica hasta las islas del Caribe, donde se cultivó desde Barbados hasta las Islas Vírgenes.[cita requerida]
Los contemporáneos comparaban a menudo el valor del azúcar con el de productos valiosos como el almizcle, las perlas y las especias. Los precios del azúcar disminuyeron lentamente a medida que su producción se convirtió en una fuente múltiple a lo largo de la colonias europeas. El consumo de azúcar, que antes era un capricho sólo de los ricos, se hizo cada vez más común también entre los pobres. La producción de azúcar aumentó en las colonias de Norteamérica continental, en Cuba y en Brasil. Al principio, la mano de obra incluía a los sirvientes contratados europeos y a los esclavos locales nativos americanos. Sin embargo, las enfermedades europeas como la viruela y las africanas como la malaria y la fiebre amarilla pronto redujeron el número de nativos americanos locales. Los europeos también eran muy susceptibles a la malaria y la fiebre amarilla, y el suministro de sirvientes contratados era limitado. Los esclavos africanos se convirtieron en la principal fuente de trabajadores de las plantaciones, porque eran más resistentes a la malaria y a la fiebre amarilla, y porque el comercio de esclavos del Atlántico era abundante en la costa africana.
Durante el siglo XVIII, el azúcar se hizo enormemente popular. El Gran Bretaña, por ejemplo, consumía cinco veces más azúcar en 1770 que en 1710.
En 1750, el azúcar superaba a los cereales como la mercancía más valiosa del comercio europeo constituía una quinta parte de todas las importaciones europeas y, en las últimas décadas del siglo, cuatro quintas partes del azúcar procedían de las colonias británicas y francesas de las Indias Occidentales. Desde la década de 1740 hasta la de 1820, el azúcar fue la importación más valiosa de Gran Bretaña.
El mercado del azúcar pasó por una serie de booms. El aumento de la demanda y de la producción de azúcar se produjo en gran medida por un gran cambio en los hábitos alimenticios de muchos europeos. Por ejemplo, empezaron a consumir mermelada, caramelos, té, café, cacao, alimentos procesados y otros productos dulces en cantidades mucho mayores. Como reacción a esta tendencia creciente, las islas del Caribe aprovecharon la situación y se dedicaron a producir aún más azúcar. De hecho, llegaron a producir hasta el noventa por ciento del azúcar que consumían los europeos occidentales. Algunas islas tuvieron más éxito que otras a la hora de producir el producto. En Barbados y las Islas de Sotavento británicas, el azúcar proporcionaba el 93% y el 97%, respectivamente, de las exportaciones.
Posteriormente, los plantadores empezaron a desarrollar formas de aumentar aún más la producción. Por ejemplo, empezaron a utilizar más métodos agrícolas a la hora de cultivar. También desarrollaron molinos más avanzados y comenzaron a utilizar mejores tipos de caña de azúcar. En el siglo XVIII, "las colonias francesas fueron las que más éxito tuvieron, especialmente Santo Domingo, donde la mejora del riego, la energía hidráulica y la maquinaria, junto con la concentración en nuevos tipos de azúcar, aumentaron los beneficios" .
A pesar de estas y otras mejoras, el precio del azúcar alcanzó cotas altísimas, especialmente durante acontecimientos como la revuelta contra los holandeses y las Guerras Napoleónicas. El azúcar seguía teniendo una gran demanda, y los plantadores de las islas sabían perfectamente cómo aprovechar la situación.

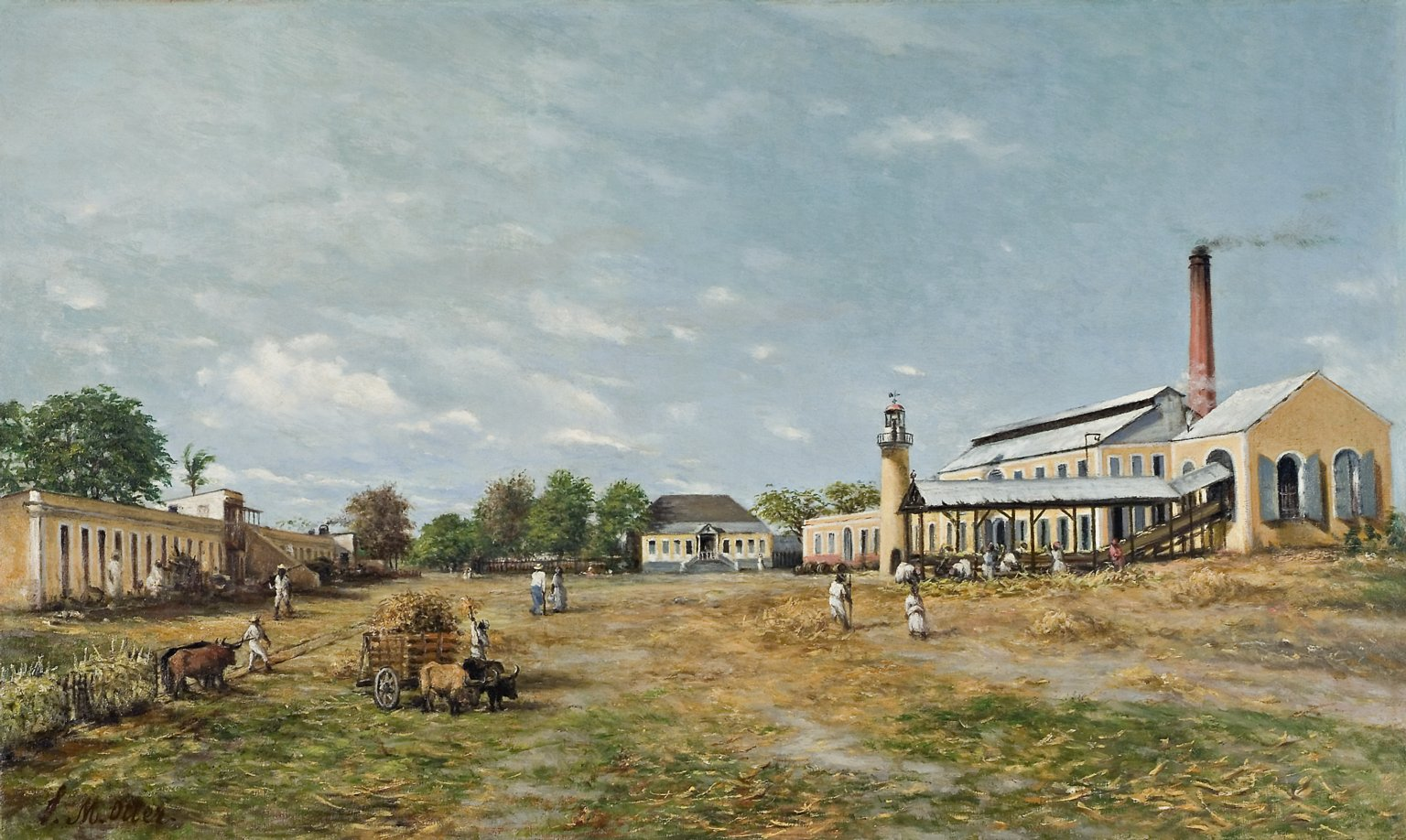
Hacienda La Fortuna. A sugar mill complex in Puerto Rico, painted by Francisco Oller in 1885. Brooklyn Museum

A medida que los europeos establecían plantaciones de azúcar en las grandes islas del Caribe, los precios bajaban en Europa. En el siglo XVIII, todos los niveles de la sociedad se convirtieron en consumidores habituales de un producto que antes era de lujo. Al principio, la mayor parte del azúcar en Gran Bretaña se destinaba al té, pero más tarde los confitería y el chocolate se hicieron muy populares. Muchos británicos (especialmente los niños) también consumían mermeladas. Los proveedores solían vender el azúcar en forma de  pan de azúcar y los consumidores necesitaban pellizcos de azúcar, una herramienta parecida a un alicate, para romper los trozos.

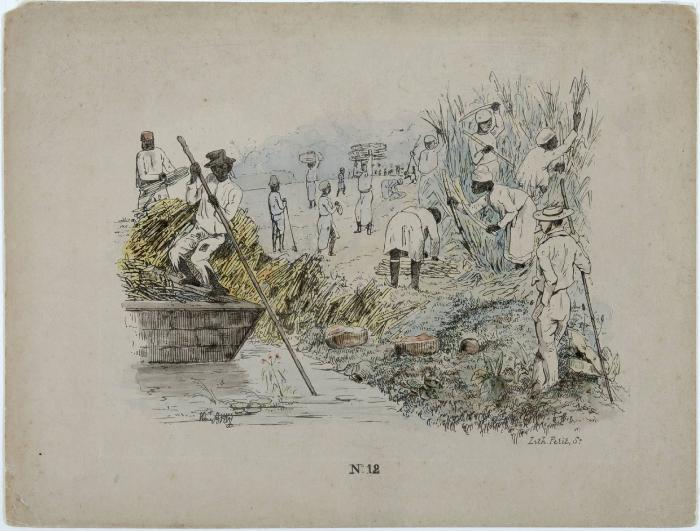
Litografía del de Theodore Bray que muestra una plantación de caña de azúcar. A la derecha está el "oficial blanco", el supervisor europeo. Los trabajadores esclavos se afanan durante la cosecha. A la izquierda hay una embarcación de fondo plano para el transporte de caña.

La caña de azúcar agota rápidamente el suelo en el que crece, y los plantadores presionaron a las islas más grandes con suelo más fresco para que produjeran en el siglo XIX, ya que la demanda de azúcar en Europa seguía aumentando: el consumo medio en Gran Bretaña pasó de cuatro libras por cabeza en 1700 a dieciocho libras en 1800, a treinta y seis libras en 1850 y a más de cien libras en el siglo XX
En el siglo XIX, Cuba se convirtió en la tierra más rica del Caribe (con el azúcar como cultivo dominante) porque formaba la única gran isla masa terrestre libre de terreno montañoso. En su lugar, casi tres cuartas partes de su territorio formaban una llanura ondulada, ideal para los cultivos. Cuba también prosperó por encima de otras islas porque los cubanos utilizaban mejores métodos a la hora de cosechar los cultivos de azúcar: adoptaron métodos modernos de molienda como molinos de agua, hornos cerrados, máquinas de vapor y ollas de vacío. Todas estas tecnologías aumentaron la productividad. Cuba también mantuvo la esclavitud durante más tiempo que la mayoría del resto de las islas del Caribe.
Después de que la Revolución Haitiana estableciera el estado independiente de Haití, la producción de azúcar en ese país disminuyó y la Cuba sustituyó a Saint-Domingue como mayor productor mundial.[cita requerida]
Establecida desde hace tiempo en Brasil, la producción de azúcar se extendió a otras partes de América del Sur, así como a las nuevas colonias europeas en África y en el Pacífico, donde adquirió especial importancia en Fiyi. Mauricio, Natal y Queensland en Australia comenzaron a cultivar azúcar. Las zonas de producción de azúcar más antiguas y más nuevas tendían ahora a utilizar mano de obra contratada en lugar de esclavos, con trabajadores "enviados por todo el mundo ... [y] ... mantenidos en condiciones casi de esclavitud hasta diez años... En la segunda mitad del siglo XIX, más de 450.000 trabajadores contratados fueron de la India a las Indias Occidentales británicas; otros fueron a Natal, Mauricio y Fiyi (donde se convirtieron en la mayoría de la población). En Queensland se trasladaron trabajadores de las islas del Pacífico. En Hawaii, llegaron de China y Japón. Los holandeses trasladaron un gran número de personas de  Java a Surinam".
Se dice que las plantaciones de azúcar no habrían prosperado sin la ayuda de los esclavos africanos. En Colombia, la plantación de azúcar comenzó muy pronto, y los empresarios importaron muchos esclavos africanos para cultivar los campos. La industrialización de la industria colombiana comenzó en 1901 con el establecimiento de Manuelita, el primer ingenio azucarero a vapor de Sudamérica, por el inmigrante judío letón James Martin Eder.

## El aumento del azúcar de remolacha

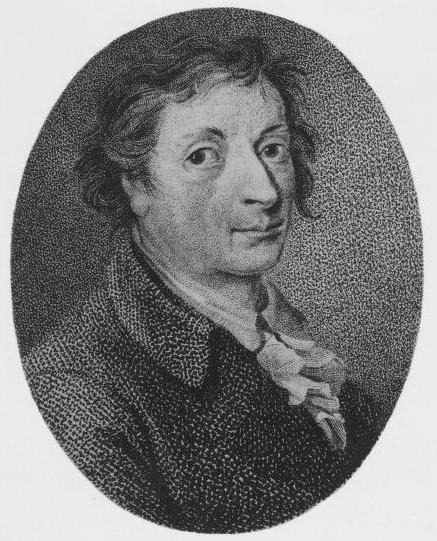
Los químicos alemanes Andreas Sigismund Marggraf y Franz Karl Achard (en la foto) sentaron las bases de la industria azucarera moderna

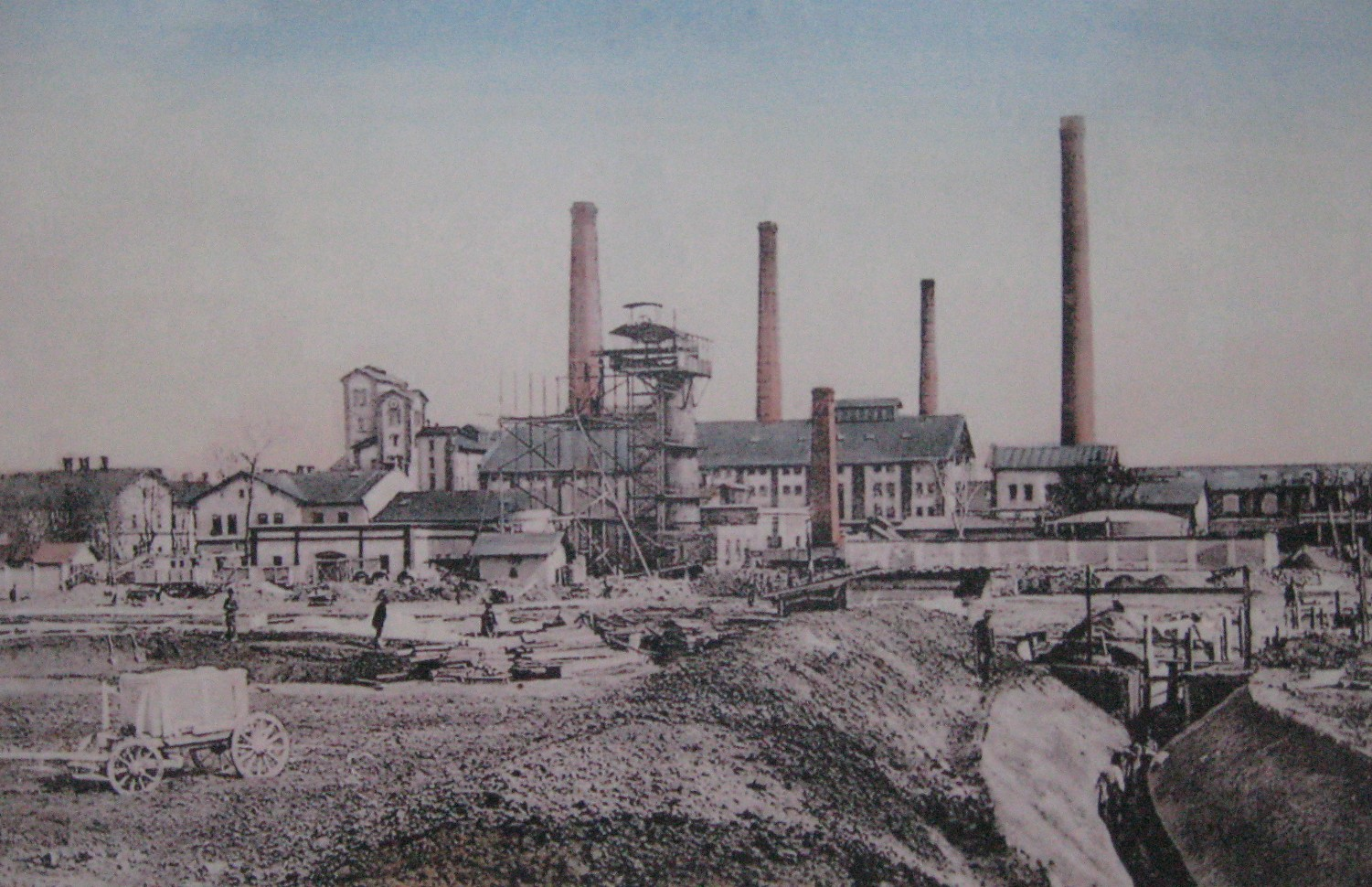
Refinería de azúcar en Šurany (Eslovaquia) fundada en 1854 (la foto es de 1900).

El azúcar era un lujo en Europa hasta principios del siglo XIX, cuando se generalizó su disponibilidad, debido al auge de la azúcar de remolacha en Prusia, y posteriormente en Francia bajo Napoleón. El azúcar de remolacha fue un invento alemán, ya que, en 1747, Andreas Sigismund Marggraf anunció el descubrimiento del azúcar en la remolacha e ideó un método que utilizaba alcohol para extraerlo. El alumno de Marggraf, Franz Karl Achard, ideó un método industrial económico para extraer el azúcar en su forma pura a finales del siglo XVIII. Achard produjo por primera vez azúcar de remolacha en 1783 en Kaulsdorf. En 1801, bajo el patrocinio del rey Federico Guillermo III de Prusia (reinó entre 1797 y 1840), se estableció la primera instalación de producción de azúcar de remolacha del mundo en Cunern, Silesia (entonces parte de Prusia). Aunque nunca fue rentable, esta planta funcionó desde 1801 hasta que sufrió su destrucción durante la Guerras napoleónicas. Los trabajos de Marggraf y Achard fueron el punto de partida de la industria azucarera en Europa, y de la industria azucarera moderna en general, ya que el azúcar dejó de ser un producto de lujo y un producto que casi sólo se producía en climas más cálidos.
En Francia, Napoleón aislado de las importaciones caribeñas por un  bloqueo británico, y en todo caso sin querer financiar a los comerciantes británicos, prohibió las importaciones de azúcar en 1813. Surgió una industria de azúcar de remolacha, especialmente después de que Jean-Baptiste Quéruel industrializara la explotación de Benjamin Delessert.
Una gran refinería de remolacha que produce alrededor de 1500 toneladas de azúcar al día necesita una mano de obra permanente de unas 150 personas para una producción de 24 horas.[cita requerida]
La remolacha azucarera proporciona aproximadamente el 30% de la producción mundial de azúcar.[cita requerida]

## Mecanización
A partir de finales del siglo XVIII, la producción de azúcar se mecanizó cada vez más. La máquina de vapor impulsó por primera vez un ingenio azucarero en Jamaica en 1768, y poco después el vapor sustituyó a la combustión directa como fuente de calor del proceso.
En 1813, el químico  británico Edward Charles Howard  inventó un método para refinar el azúcar que consistía en hervir el jugo de la caña no en una caldera abierta, sino en un recipiente cerrado calentado por vapor y mantenido bajo vacío parcial. Al reducir la presión, el agua hierve a una temperatura más baja, y este desarrollo ahorra combustible y reduce la cantidad de azúcar que se pierde por la caramelización. El evaporador de efecto múltiple, diseñado por el ingeniero estadounidense Norbert Rillieux (quizás ya en la década de 1820, aunque el primer modelo en funcionamiento data de 1845), supuso un nuevo avance en el ahorro de combustible. Este sistema consistía en una serie de ollas de vacío, cada una de las cuales se mantenía a una presión menor que la anterior. Los vapores de cada olla servían para calentar la siguiente, con un mínimo de calor desperdiciado. Las industrias modernas utilizan evaporadores de efecto múltiple para evaporar el agua.
El proceso de separación del azúcar de la melaza también recibió atención mecánica: David Weston aplicó por primera vez la centrifugadora a esta tarea en Hawái en 1852.

## Otros edulcorantes

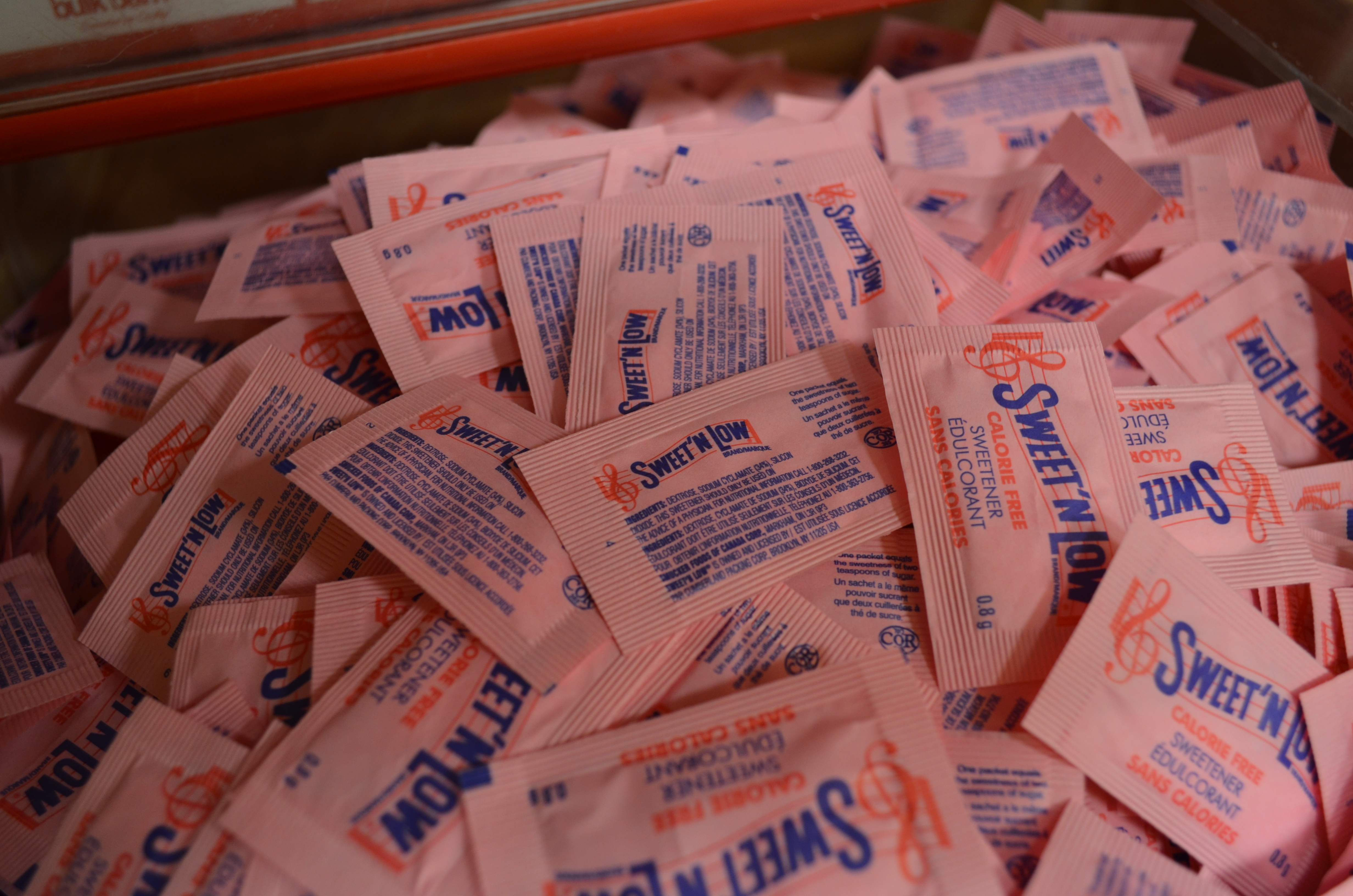
Sustituto del azúcar a base de ciclamato vendido en Canadá.

El proceso por el que se produce el jarabe de maíz de alta fructosa fue desarrollado por primera vez por Richard O. Marshall y Earl R. Kooi en 1957. El proceso de producción industrial fue perfeccionado por el Dr. Y. Takasaki en la Agencia de Ciencia y Tecnología Industrial del Ministerio de Comercio Internacional e Industria de Japón en 1965-1970. El jarabe de maíz de alta fructosa se introdujo rápidamente en muchos alimentos procesados y refrescos en Estados Unidos desde 1975 hasta 1985 aproximadamente.
Un sistema de aranceles y cuotas de azúcar impuesto en 1977 en Estados Unidos aumentó considerablemente el coste del azúcar importado y los productores estadounidenses buscaron fuentes más baratas. El jarabe de maíz de alta fructosa, derivado del maíz, es más económico porque el precio nacional del azúcar en Estados Unidos es el doble del precio mundial
y el precio del maíz se mantiene bajo gracias a los subsidios que el gobierno paga a los productores. El jarabe de maíz de alta fructosa se convirtió en un sustituto atractivo, y es preferido sobre el azúcar de caña entre la gran mayoría de los fabricantes de alimentos y bebidas estadounidenses.  Fabricantes de refrescos como Coca-Cola y Pepsi utilizan azúcar en otras naciones, pero cambiaron al jarabe de maíz de alta fructosa en Estados Unidos en 1984.
El estadounidense medio consumió aproximadamente 37,8 lb (17,1 kg) de jarabe de maíz de alta fructosa en 2008, frente a 46,7 lb (21,2 kg) de sacarosa.
En los últimos años se ha planteado la hipótesis de que el aumento del uso de jarabe de maíz con alto contenido de fructosa en los alimentos procesados puede estar relacionado con diversas condiciones de salud, como el síndrome metabólico, la hipertensión, la dislipidemia, la esteatosis hepática, la resistencia a la insulina y la obesidad. Sin embargo, hasta la fecha hay pocas pruebas de que el jarabe de maíz de alta fructosa sea más insalubre, caloría por caloría, que la sacarosa u otros azúcares simples. El contenido de fructosa y la relación fructosa:glucosa del jarabe de maíz con alto contenido de fructosa no difieren notablemente del zumo de manzana clarificado. Algunos investigadores plantean la hipótesis de que la fructosa puede desencadenar el proceso por el que se forman las grasas en mayor medida que otros azúcares simples. Sin embargo, las mezclas de jarabe de maíz de alta fructosa más utilizadas contienen una proporción casi uno a uno de fructosa y glucosa, al igual que la sacarosa común, por lo que deberían ser metabólicamente idénticas tras los primeros pasos del metabolismo de la sacarosa fosforilasa, en los que la sacarosa se divide en componentes de fructosa y glucosa. Como mínimo, la creciente prevalencia del jarabe de maíz con alto contenido en fructosa ha provocado, sin duda, un aumento de las calorías de los azúcares añadidos en los alimentos, lo que puede aumentar razonablemente la incidencia de estas y otras enfermedades.